# 高田康暉
高田 康暉（たかだ こうき、1993年6月13日 - ）は鹿児島県鹿児島市出身の陸上競技選手。専門は長距離走。鹿児島実業高等学校、早稲田大学競走部卒業。住友電工陸上競技部所属。

## 人物・経歴

### 高校時代
1学年上には吉村大輝、市田孝、市田宏（いずれも旭化成所属）がいる。
- 2009年新潟国体少年B3000mで優勝。
- 2010年第1回ユースオリンピック1000m日本代表。予選は失格となり、B決勝では15位[2]。
- 2年時の第61回全国高校駅伝でアンカー7区を担当。連覇を狙う世羅高校と14秒差の2位でタスキを受け取ると、3.8キロでその差を詰めてトラック勝負に持ち込む。最後は圧倒的なスパートで突き放し。鹿児島実業高校初優勝の立役者になった[3]。
- 3年時の第62回全国高校駅伝では1区区間8位。

### 大学時代
- 1年時から出雲駅伝・全日本大学駅伝に出場しそれぞれ区間上位の成績を残したが、第89回箱根駅伝では16人のメンバーに入ったものの走ることはできなかった。
- 2年時は学生三大駅伝にフル出場を果たす。第90回箱根駅伝では2区を担当し、服部勇馬、大六野秀畝と激しく競り合い、1時間08分18秒で区間賞を獲得した。

- 3年時の上尾シティハーフマラソンでは、市田孝に1秒差で競り勝ち1時間02分02秒で優勝。
- 第91回箱根駅伝では再び2区を担当。1時間08分17秒で前回より1秒タイムを縮めたが、区間6位に終わる。
- 上尾ハーフの優勝により招待出場となった3月のニューヨークシティハーフマラソンでは、1時間03分21秒で11位[4]。
- 4年時は駅伝主将を務めるも、怪我に苦しむ一年となった。第92回箱根駅伝で戦列に復帰し、2区を担当したが、区間17位と振わなかった。

### 実業団時代
- 大学3年時までの恩師であった渡辺康幸が監督を務める住友電工に入社。入社初年度の2016年関西実業団選手権1500mで優勝すると、同年の第105回日本選手権1500mでも5位に入賞する。
- ニューイヤー駅伝では2019年・2020年に最長区間の4区を担当。

## 戦績

### 大学駅伝成績
| 学年             | 出雲駅伝                    | 全日本大学駅伝              | 箱根駅伝                          |
| ---------------- | --------------------------- | --------------------------- | --------------------------------- |
| 1年生 (2012年度) | 第24回 2区-区間4位 17分09秒 | 第44回 5区-区間6位 34分53秒 | 第89回 ― - ― 出場なし             |
| 2年生 (2013年度) | 第25回 2区-区間4位 16分47秒 | 第45回 6区-区間3位 36分27秒 | 第90回 2区-区間賞 1時間08分18秒   |
| 3年生 (2014年度) | 第26回 ― - ― 大会中止       | 第46回 2区-区間7位 39分25秒 | 第91回 2区-区間6位 1時間08分17秒  |
| 4年生 (2015年度) | 第27回 ― - ― 出場なし       | 第47回 ― - ― 出場なし       | 第92回 2区-区間17位 1時間10分46秒 |

## 自己記録
- 1500m：3分44秒68（2016年 全日本実業団選手権）
- 3000m：7分56秒23（2021年 織田記念）
- 5000m：13分36秒55（2020年 ホクレンディスタンスチャレンジ）
- 10000m：28分31秒76（2022年 日体大記録会2022/6/4）
- ハーフマラソン：1時間02分02秒（2014年 上尾シティハーフマラソン）
- マラソン：2時間09分45秒（2022年 福岡国際マラソン2022）